# La Haye, Seine-Maritime

La Haye este o comună în departamentul Seine-Maritime, Franța. În 1 ianuarie 2022 avea o populație de 368 de locuitori.